# Galerudolphia marginata
Galerudolphia marginata es una especie de insecto coleóptero de la familia Chrysomelidae.
Fue descrita científicamente en 1907 por Jacoby.